# مقاطعة قازاخ
مقاطعة قازاخ (بالأذرية: Qazax rayonu)‏ هي إحدى مقاطعات أذربيجان. يقدر عدد سكانها بـ 102,031 نسمة ومساحتها 700 كم2 .

## أعلام
- إلهام مامادوف